# Punto pelota
Punto pelota fue una tertulia deportiva televisiva que se emitió el canal Intereconomía TV de lunes a viernes, entre las 20:45 y las 22:00. El programa fue presentado en su última etapa por Alonso Caparrós.
Además, Punto pelota también es el portal de información deportiva del Grupo Intereconomía. Contiene las últimas noticias de la LaLiga Santander, retransmite los mejores partidos en directo y ofrece información sobre el resto de los deportes más populares. En mayo de 2014, Intereconomía nombró a José Antonio Fúster nuevo director de Punto pelota.

## Web puntopelota.es
La web de Punto Pelota ha pasado por dos remodelaciones:
- En septiembre de 2016, la antigua www.puntopelota.es se integró en intereconomia.com/puntopelota/ junto con el diario digital www.negocios.com.

- En febrero de 2014 fue remodelada junto con el diario digital informativo Gaceta.es.[3]

La web de Punto Pelota contiene información sobre la Liga BBVA, fútbol internacional y noticias multideportivas. Asimismo, retransmite los mejores partidos de fútbol en directo y ofrece los resúmenes televisados. Los contenidos de la web de Punto Pelota son realizados por el grupo de periodistas formados por Juan Manuel Pérez-Noya, Miguel Navarro, Antonio Mohedano o Víctor Palacios.

## Programa de televisión

### Datos de emisión
Punto Pelota se emitió en Intereconomía Televisión, de lunes a viernes, entre las 20:45 y las 22:00.
Punto Pelota estaba presente en los dos medios audiovisuales de Intereconomía Corporación, emitiéndose en Intereconomía Televisión y Radio Intereconomía de lunes a jueves entre las 12:00  y las 14:30. En la etapa presentada por Josep Pedrerol, también se emitía los domingos a las 11:30, empezando con un sumario con los resúmenes de los partidos correspondientes a la jornada de la Liga BBVA. Cuando no había jornada de Liga BBVA, no se emitía el programa los domingos.
El día 29 de noviembre de 2009 consiguió un récord Guinness por mantenerse más de 19 horas seguidas en antena.El día 10 de abril de 2010 batió su propio récord Guinness por mantenerse más de 22 horas seguidas en antena, fechas que coinciden con los Clásicos.

### Equipo
Punto Pelota fue dirigido por el conocido periodista deportivo Josep Pedrerol, el cual realizaba las funciones de director y presentador del programa desde septiembre de 2008, fecha en la que fichó por Intereconomía tras no renovar su contrato con Punto Radio, hasta el 4 de diciembre de 2013, cuando fue despedido por las directivas de Intereconomía tras una serie de disputas debidas a la deuda contraída del canal de televisión con el presentador catalán, su equipo y de forma general a prácticamente todos los trabajadores de la cadena.
Josep Pedrerol había traído consigo una variedad de colaboradores; algunos habían colaborado con él en otros medios, pero otros eran caras nuevas que no habían aparecido anteriormente.
El formato que imponía Pedrerol en el nuevo programa atrajo a numerosas personalidades de la prensa periodística deportiva, presentes en los medios más variados de España, que acudían regularmente al programa; Tomás Roncero, José Luis Sánchez, Manu Sainz, Javier Matallanas, Carmen Colino, Pedro Pablo San Martín, José Antonio Martín Petón y  Manuel Esteban Fernández ''Manolete'' forman equipo por parte del diario AS y la Cadena SER; Quim Domènech de RAC 1; el director de deportes de Telemadrid Siro López; Pipi Estrada de esRadio; Iñaki Cano y Elías Israel de SportYou.es; Julio Pulido y Mónica Marchante de  Deportes Cuatro; David Sánchez, Alfredo Duro y Paco García Caridad de Radio MARCA; Miguel García presidente de l' Hospitalet; Quique Guasch de TVE; Jorge D'Alessandro, Rafa Almansa y Carles Fité, de la Cadena COPE; Frédéric Hermel, colaborador de L'Équipe; François Gallardo que dice ser agente FIFA sin serlo; el exárbitro profesional Joaquín Ramos Marcos, también colaborador de Pedrerol en Punto Radio; Rafa Guerrero exárbitro auxiliar; el exportero argentino de Boca Juniors Hugo Gatti; Roberto Morales, de la agencia EFE, José Antonio Luque y Eva Turégano de Antena 3, el exportero del Real Madrid Paco Buyo, el exdelantero del Deportivo de la Coruña Albert Luque, el exciclista Óscar Pereiro, el exjugador del FC Barcelona Lobo Carrasco, el exjugador del Valencia CF Gerard López; el extenista y número uno mundial Carlos Moyá; Antonio Esteva de La Sexta; los exjugadores del Real Madrid Álvaro Benito, Guti y Fernando Sanz; Víctor Lozano de Onda Cero; Cristina Cubero de Mundo Deportivo, Carme Barceló, José Luis Carazo y Lluís Mascaró de Sport; José Damián González de La Gaceta y Eduardo Inda exdirector del Diario Marca. 
A la llegada de Hirschfeld, se introdujo un nuevo elenco de tertulianos que, según los registros de audiencia, no fueron respaldados por el público. Hay que añadir que en este etapa, durante los cuatro primeros programas, hubo 4 cambios seguidos en cuanto a los presentadores que leían los comentarios de la gente que participaba, entre ellos, Rocío Cano, José Luis Vidal (Que también colaboraba en El gato al agua) Marta Simonet e Israel Sastre. También cabe destacar que contaban con una sección para buscar una canción de entrada para los tertulianos del programa, en la cual colaboraba Fernandisco los jueves.
El 12 de diciembre de 2013, una vez acabado el programa, Hirschfeld anunció que se irían de vacaciones de Navidad con el fin de mejorar varios aspectos el programa a su vuelta en enero de 2014. Finalmente el programa estaba previsto que regresase en febrero de 2014, pero dicho regreso nunca se produjo. Finalmente, casi un año después de su última emisión, Intereconomia decidió finalmente volver a emitir el programa, ahora bajo un nuevo formato, y en un nuevo horario. El retorno del programa finalmente se dio el 24 de noviembre de 2014, bajo la presentación de Alonso Caparrós.
El programa finalizó sus emisiones en 2017. Aun así, la marca continuó en Internet como portal de contenidos deportivos y como canal de YouTube.

### Presentador
- Alonso Caparrós

### Tertulianos
- Kiko Matamoros
- Juan Gato
- Jimmy Giménez-Arnau
- Fernando Ballesteros
- Juan Esteban Rodríguez
- Ilaria Mulinacci
- David Sánchez
- Ulises Sánchez-Flor
- Javier Matallanas
- Joaquín Maroto
- Roberto Palomar
- Roberto Gómez
- Juan Carlos Rivero
- Guillermo Moreno
- Alberto García Caridad
- Juanma Pérez Noya
- José Vicente Hernáez
- Javier Molinero
- José Luis Luna
- Miguel Navarro
- Miguel Ángel Calero
- Ramón Fuentes
- Gonzalo Miró
- Pedro Pablo San Martín
- Carmen Colino
- Rafa Sahuquillo
- Miguel Serrano
- Javier Molinero
- Juan Carlos Velazco
- Raúl Varela
- Ramón Fuentes
- Carlos Carpio
- Rubén Uría
- Ramón Fuentes
- Pedro Riesco[9]

### Colaboradores
- María Morán
- Patricia Domínguez[10]
- José Antonio Fúster
- Víctor Collado
- David De las Heras

### Antiguos colaboradores y tertulianos
| - Lobo Carrasco - Gaby Ruiz - Julio Pulido - Elías Israel - Mateo Fernández - Luis Villarejo - José Félix Díaz - Néstor Susaeta - Verónica Sanz - Julián Redondo - Javier Tena - Francesco Barbera - Jaume Creixell - Javier Hernanz - Antonio Romero - Gerard López - Enrique Marqués - Víctor Lozano - Roberto Palomar - Fernando Sanz - Eduardo Inda - Javier Balboa - Joan Capdevilla - José Antonio Luque - Albert Luque - Alfredo Duro - Álvaro Benito - Antonio Esteva - Carlos Moyá - Carles Fité - Carme Barceló - Francisco De Asís Llonch - Cristina Cubero - Eva Turégano - Frédéric Hermel | - Hugo Gatti - Iñaki Cano - Jorge D'Alessandro - José Antonio Martín "Petón" - José Damián González - José Luis Carazo - José Luis Sánchez - José María Gutiérrez Hernández "Guti" - Lluís Mascaró - Manu Sáinz - Paco Buyo - Tomás Roncero - Siro López - Quim Domènech - Roberto Morales - Óscar Pereiro - Pipi Estrada - Rafa Almansa - Manuel Esteban Fernández ''Manolete'' - Paco García Caridad - Miguel García - François Gallardo - Borja Mazarro - Irene Junquera - Juan Féliz Sanz "El Becario" - Fran Echeverría - Diego Plaza - Nacho García - Nacho Peña - Paco Rabadán - Nacho Tellado "El arquitecto" - Rafa Guerrero - Joaquín Ramos Marcos - Isaac Fouto - Marta Simonet |

### Invitados especiales
El género periodístico del programa se ajusta principalmente a las normas de la tertulia: el moderador comenta un tema central y se establece una conversación de debate entre los tertulianos en la que van saliendo los demás temas del día, relacionados entre sí. Por el programa han pasado el presidente del Real Madrid Florentino Pérez, el exseleccionador de España Vicente Del Bosque, los exjugadores del Atlético de Madrid Paulo Futre y Radamel Falcao, el entrenador David Vidal, los madridistas Gonzalo Higuaín, Sergio Ramos, Karim Benzema, Marcelo Vieira y Cristiano Ronaldo; el exdelantero del Atlético de Madrid Diego Forlán, el exsevillista Álvaro Negredo, el portero del C.D. Tenerife Aragoneses, el futbolista del Palencia Benjamín Zarandona, los jugadores del Alcorcón Diego Cascón, Fernando Béjar y Borja Gómez, el exjugador del Espanyol de Barcelona y Chelsea además de actual jugador del Celta de Vigo Enrique de Lucas, el portero del RCD Mallorca Dudu Aouate, y los delanteros Antoñito y David Barral.         
En la pantalla se mostraba una barra verde con el logotipo del programa que indicaba la posibilidad de enviar opiniones en un mensaje SMS. El programa terminaba a las 2:30 horas.

### Premios
En 2012, fue galardonado con el Micrófono de Oro en la categoría de televisión que otorga la Federación de Asociaciones de Radio y Televisión en la ciudad de Ponferrada.

### Récord
Punto Pelota consiguió el récord de emisión más larga de un programa deportivo. Se emitieron 19 horas seguidas, las 19 horas previas al partido Barcelona - Real Madrid. El maratón empezó a las 12:00 y terminó a las 19:00. Tras el partido Punto Pelota reanudó su emisión, por lo que aunque el récord esté en 19 horas, se considera que el programa duró 23 horas.
A este maratón acudieron innumerables periodistas así como invitados. Con esta maratón consiguieron también el récord de audiencia del programa y de la cadena de Intereconomía.
El 10 de abril, como consecuencia del Clásico entre el Real Madrid y FC Barcelona Punto Pelota consiguió un nuevo récord, al estar emitiendo 24 horas y hablando sobre ella.
El 29 de noviembre de 2010 y el 16 de abril de 2011, por motivo de los dos clásicos de la temporada 2010/2011 hubo un despliegue de 5 y 6 horas respectivamente antes del partido y 2 horas y media al término del partido.
El 10 de diciembre de 2011, también como consecuencia del Clásico entre el Real Madrid y FC Barcelona Punto Pelota igualó su propio récord, al estar emitiendo 24 horas y hablando sobre ella.
Su segundo mejor dato de audiencia fue de 327.000 espectadores y un 5,5% de cuota de pantalla, tras la eliminación del FC Barcelona ante el Inter de Milán.
Su récord de audiencia fue de 535.000 espectadores y un 7,9% de cuota de pantalla, tras el partido de ida de semifinales de Champions League en el que el Real Madrid perdió contra el FC Barcelona por 0-2.